# L'Estéou
Ne doit pas être confondu avec le Gros Estéou, dans les Îles du Frioul
L'Estéou (francisation d’un mot occitan provençal : Esteu « écueil, récif ») est une île française inhabitée, située au sud de Marseille, au large du massif des Calanques. Elle fait partie de l'archipel de Riou.

## Géographie
Situé à 180 m au Sud de l'île Calseraigne, il s'agit d'un grand rocher totalement désertique de 46 m de haut. Le site est surtout connu des amateurs de plongée sous-marine.